# Den oklamaných

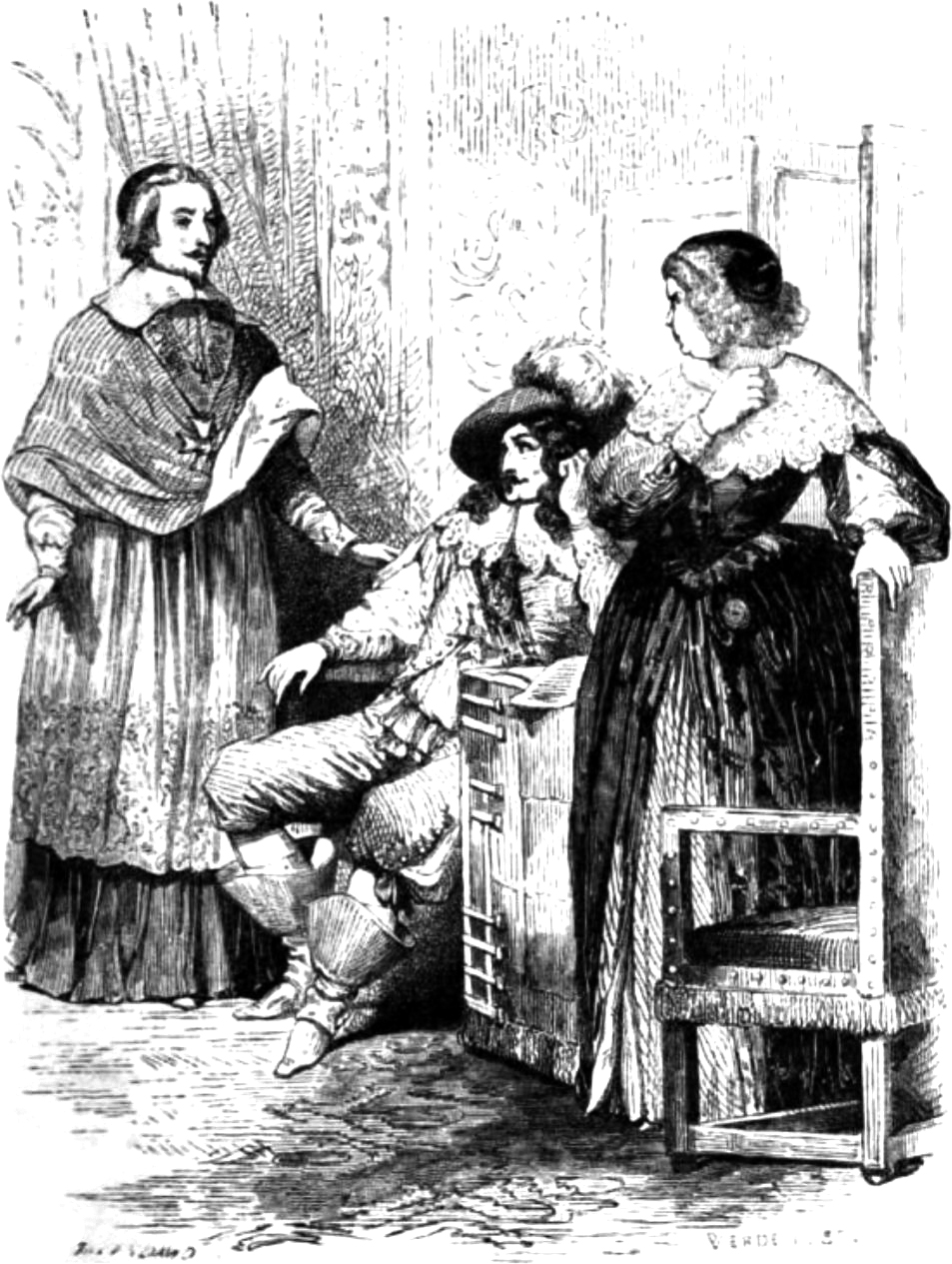
Marie Medicejská požaduje v přítomnosti svého syna, Ludvíka XIII., propuštění kardinála Richelieua. Kresba Julese Davida, 1846

Jako den oklamaných (francouzsky Journée des Dupes) se označuje neúspěšný pokus Marie Medicejské, matky krále Ludvíka XIII., a jejích spojenců odstranit v listopadu roku 1630 kardinála Richelieua z pozice prvního ministra Francie. I když se událost nazývá den oklamaných, došlo k ní během dvou dnů, 10.–11. listopadu 1630. Šlo o politické střetnutí zásadního významu, kterému předcházelo několik let sporů. Případný konec kardinála Richelieua v jeho funkci by proto vedl k výrazným změnám ve vnitřní i zahraniční francouzské politice.

## Pozadí
Kardinál Richelieu se stal prvním ministrem roku 1624. O jeho jmenování se zasloužila matka krále Ludvíka XIII., Marie Medicejská. S tím jak se postupně zlepšoval vztah krále a Richelieua, upevňovalo se zároveň jeho postavení a slábl politický vliv Marie Medicejské. První ministr na ni bral menší ohled a jeho politika byla více samostatnější. Králova matka se s tím nechtěla smířit a její vztah ke kardinálovi se zhoršil. Richelieu měl navíc na královském dvoře nepřátele a ti se stali spojenci Marie Medicejské.
Mezi nejvýznamnější Mariiny spojence a kardinálovi oponenty patřili strážce pečeti (ministr spravedlnosti) Michel de Marillac a kardinál Bérulle. S Marillacem se Richelieu rozcházel v zahraniční politice, strážce pečeti byl na rozdíl od něj zastánce opatrnějšího kurzu, v rámci kterého se snažil odvrátit válku se Španělskem. Oba, Bérulle i Marillac, se s prvním ministrem neshodli v otázce přístupu k hugenotům. Konverze hugenotů ke katolické víře pro ně byla důležitější než pro Richelieua a chtěli se věnovat hlavně tomuto domácímu politickému problému. Kardinál Richelieu byl naopak ochoten na úkor domácích problémů riskovat roztržku se Španělskem, které bylo navíc katolickou zemí. Bérulle nakonec v říjnu 1629 zemřel, ale Marie Medicejská získala dalšího spojence v osobě královy manželky – Anny Rakouské, která byla dřívější španělskou princeznou.

## Střetnutí
Vztah mezi královnou-matkou a Richelieuem se zhoršil na podzim 1629, kdy ho králova matka na veřejnosti urazila. Kardinál na to reagoval návrhem rezignace na svou funkci, ale Ludvíkovi XIII. se podařilo Richelieua a Marii Medicejskou usmířit. Když o rok později došlo při zasedání královské rady ke konfliktu mezi Marillacem a Richelieuem, postavila se sice Marie Medicejská na stranu prvního ministra, ale zdá se, že šlo z její strany pouze o taktický manévr před rozhodujícím střetem.

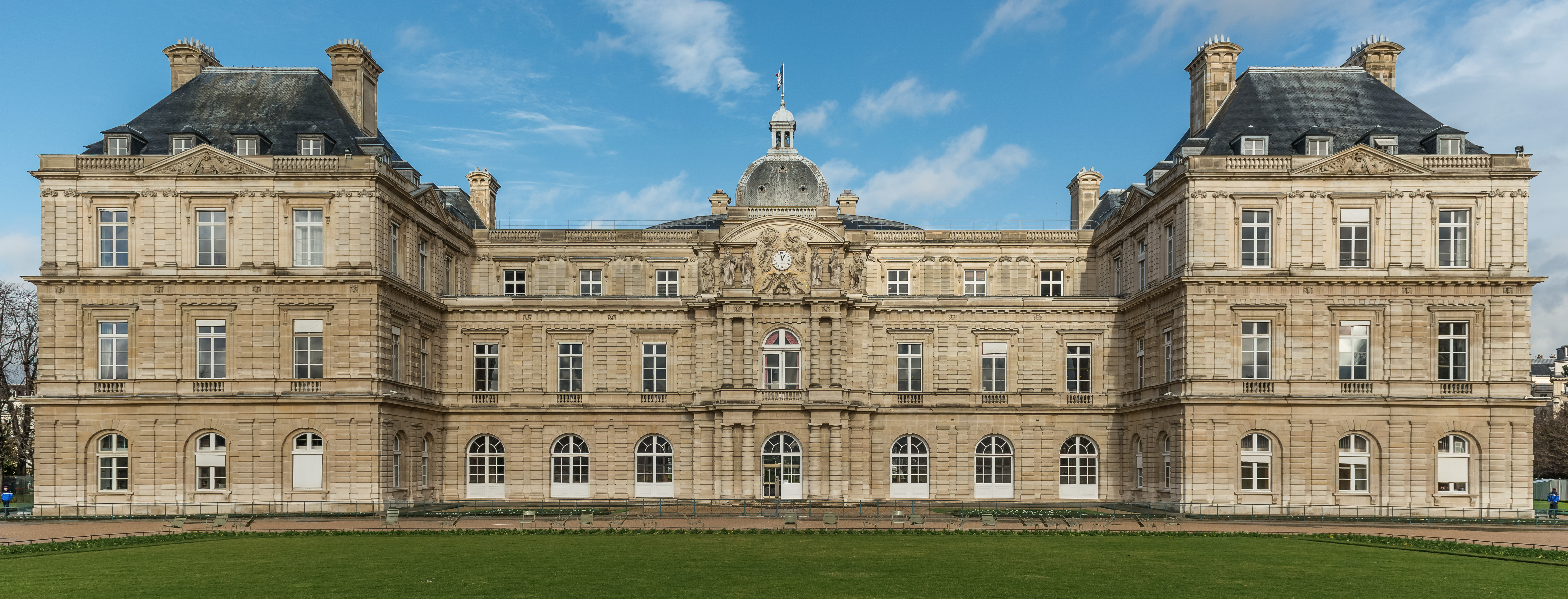
Lucemburský palác, místo rozhodující konfrontace mezi Richelieuem a Marií Medicejskou. Pohled z jihu.

K tomu došlo 10. listopadu 1630 hned po zasedání královské rady, kde bylo rozhodnuto o jmenování maršála Louise de Marillac, bratra kardinálova oponenta Michela de Marillac, do funkce velitele armády v Itálii. Marie Medicejská oznámila Richelieovi, že ho propouští z funkce správce své domácnosti a dalších funkcí, které u ní kardinál zastával. Král doufal, že spor mezi nimi opět urovná a doporučil svému ministrovi, aby jeho matku příští den navštívil. Když se však Richelieu s Marií Medicejskou 11. listopadu setkal v Lucemburském paláci, stal se terčem jejího hněvu a Marie s ním odmítala komunikovat. Král, který byl svědkem této scény, byl postaven před volbu zda obětovat svého prvního ministra nebo vztah se svojí matkou a vypadalo to, že zvolí první možnost. Marie Medicejská veřejně oznámila, že Richelieua nahradí Michel de Marillac a začala spolu se svými blízkými slavit vítězství. Ještě téhož dne si ale Ludvík XIII. nechal svého ministra zavolat do Versailles, kde odmítl jeho demisi a během několikahodinového rozhovoru mu vyjádřil plnou podporu.
Michel de Marillac byl následně zatčen a stejný osud potkal jeho bratra Louise. První jmenovaný zemřel později ve vězení a druhý byl bez důkazů odsouzen za velezradu a roku 1632 popraven. Králova matka, která se nechtěla se situací smířit, nakonec skončila spolu s dalším nepřítelem kardinála Richelieua, královým bratrem Gastonem, v zahraničním vyhnanství. Zde roku 1642 i zemřela.

## Důsledky
Zvítězila tak Richelieuova politická koncepce, kde prioritou bylo upevnění postavení Francie v Evropě a to i s rizikem války. Dělo se tak bez ohledu na náboženskou otázku i vnitropolitické problémy. Spojenci katolické Francie v třicetileté válce proto byly i protestantské země jako Dánsko, Švédsko, německá knížata a Spojené nizozemské provincie. Pod Richelieuovým vedením se francouzský stát snažil prolomit geografické obklíčení španělskými a rakouskými Habsburky. To bylo v rozporu s plány tzv. náboženské strany, která podporovala Michela de Marillac. Ludvík XIII. se přiklonil na stranu svého prvního ministra, protože Richelieuovi důvěřoval (což neznamená, že s ním vždy souhlasil) a vzestup náboženské strany vnímal jako ohrožení své autority.